# Cuesta de Lipán

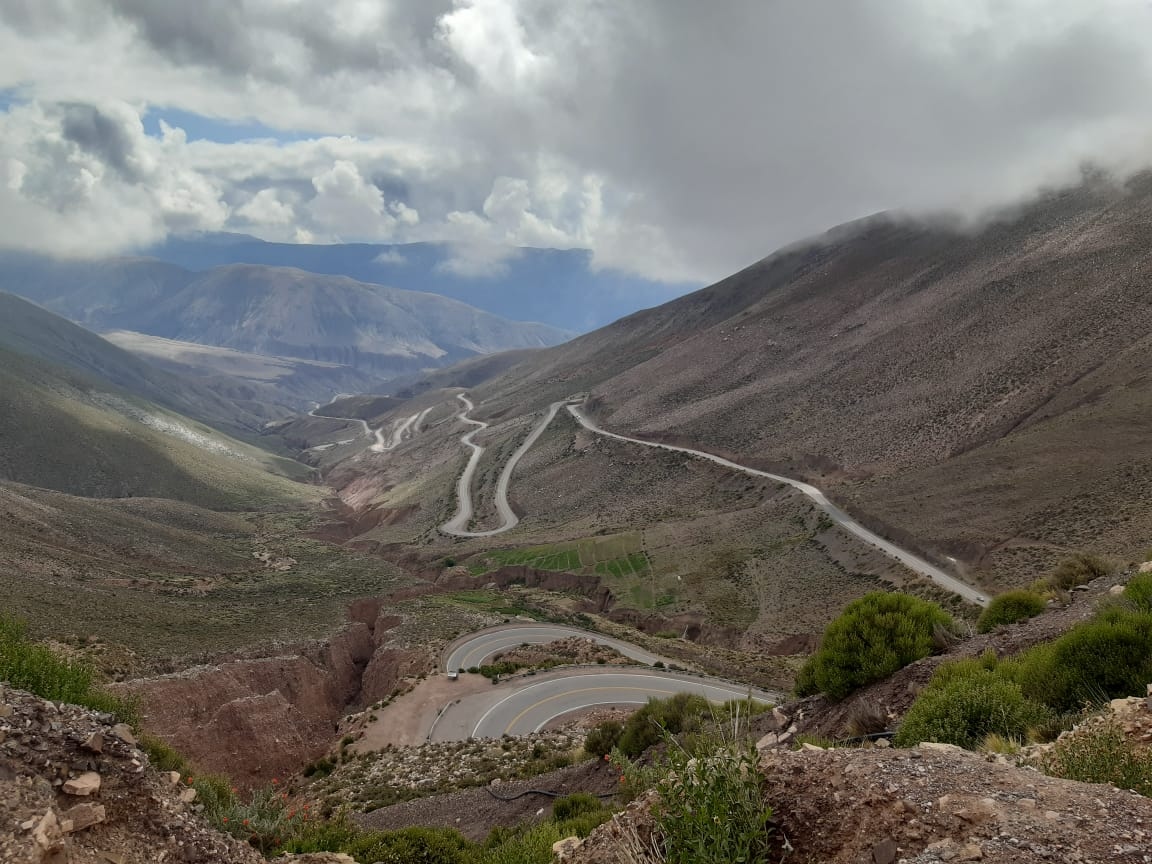
Cuesta de Lipán (Jujuy)

La cuesta del Lipán corresponde a un tramo zigzagueante y empinado de la Ruta Nacional 52, ubicada en el departamento de Tumbaya, Provincia de Jujuy, República Argentina.
El camino que recorre la cuesta tiene su origen en la localidad de Purmamarca y alcanza su tope (altura máxima de la carretera) en el Abra de Potrerillos a 4.170 metros de altura, desde donde la RN52 continúa por las Salinas Grandes hacia el Paso de Jama.

## Descripción
La cuesta está recorrida por  un camino totalmente asfaltado que va serpenteando en su ascenso. 
Unas centenas de metros antes de llegar a su tope existe un mirador desde donde puede observarse la vertiginosa cuesta en casi toda su extensión.
De unos 17 kilómetros de extensión, la cuesta asciende desde los límites de la localidad de Purmamarca, a 2.192 m s. n. m. hasta los 4.170 m s. n. m. en el Abra de Potrerillos, pasando por el Cerro de los Siete Colores en un ascenso de este a oeste hacia la Puna de Atacama. Luego desciende hasta las Salinas Grandes a 3450 m s. n. m.

## Economía
La cuesta es ascendida por un tramo de la Ruta Nacional 52, que a su vez integra el llamado eje Capricornio, parte del corredor bioceánico del Mercosur. Concretamente la cuesta del Lipán empalma la Ruta Nacional 9 al Este y la ex-Ruta Nacional 40 (actualmente Ruta 1V40) al Oeste.
Es el principal medio de acceso al Paso de Jama, único paso del eje completamente asfaltado y transitable todo el año, lo que hace que tenga un importante tránsito vehicular, sobre todo de camiones que hacen el recorrido entre Chile, noroeste y nordeste argentino, Paraguay y sudeste brasileño.
A pesar del flujo económico del corredor, el principal provecho que toman de la cuesta del Lipán los lugareños reside en actividades turísticas marginales tales como la venta de artesanías en el Abra de Potrerillos, el aprovechamiento del mirador de la cuesta como parador o el uso de la misma para realizar tours hacia las Salinas Grandes y la Laguna de Guayatayoc.

## Historia
Antiguamente fue un territorio surcado por caminos de mulas que bajaban de la puna a la quebrada, la zona contó con un camino de tierra hacia la década de los 1970 como parte de la Ruta Provincial 16, que enlazaba San Salvador de Jujuy, capital de la provincia, con el pueblo de Susques.
En 1979 el tramo de 65 km desde Purmamarca hasta la Ruta Nacional 40 pasó a jurisdicción nacional, denominándose Ruta Nacional 52 y en 1999 Nación y Provincia firmaron un acuerdo para licitar su pavimentación, iniciándose las obras en el año 2000.

## Reconocimientos
La Cuesta de Lipán recibió el premio Obra Vial del año 2004, por la Asociación Argentina de Carreteras, que nuclea a todas las provincias, empresas del sector y el Gobierno Nacional.